# Llengua kali'na
El kali'na (també conegut com a karibe, cariña, Galibí, Kariña, Kalihna, Kalinya, Caribe Galibí, Maraworno o Marworno) es un llengua carib, emparentada amb el pemon, parlat per unes 7.400 kali'na, majoritàriament a Veneçuela, Guyana, Surinam, Guaiana Francesa, i Brasil. La llengua està classificada com a força amenaçada.

## Noms
La llengua és coneguda per diversos noms pels seus parlants i pels no parlants. Tradicionalment s'ha conegut com a "Carib" i els seus parlants com a "caribs". És coneguda com a Caribe en espanyol Galina en francès, i Karaïeb en neerlandès. No obstant això, els parlants s'anomenen a si mateixos Kalina o Karìna (escrit de diverses maneres), i anomenen la seva llengua Karìna auran [kaɽiɁnʲauɽaŋ]. Altres variants són Kali'na, Kari'nja, Cariña, Kariña, Kalihna, Kalinya; altres noms nadius són Maraworno i Marworno.

## Classificació
El kari'nja és classificat com a part de les llengües carib però també com una llengua Guaiana.

## Distribució geogràfica
Degut al contacte del kali'na amb les llengües invasores, algunes llengües hi han incorporat paraules kali'na, tot i ser lingüísticament llengües arawak.
Al Surinam, hi ha una zona anomenada Konomerume que és a prop del riu Wajambo. Amb unes 349 persones, la majoria identificats com a ètnicament kali'na i quan el coneixement de la llengua, els adults informaren que almenys en tenien un coneixement digne d'ell. Els majors de 65 anys utilitzen la llengua com a idioma principal entre els membres de la comunitat. Els parlants entre 45 i 65 anys tendeixen a utilitzar la llengua només quan parlen amb els residents d'edat avançada o membres majors de la família, mentre que la major part usen les llengües oficials: neerlandès i sranan tongo. Els adults més joves entre 20 i 40 anys en la seva major part entenen la llengua, però no l parlen, i els nens aprenen rudiments de kali'na a l'escola.

### Dialectes
Dialectes carib (amb nombre de parlants indicades entre parèntesis):
- Carib de Veneçuela (1000)
- Carib de Guaiana (2000)
- Carib de Surinam Occidental (500)
- Surinam oriental i carib de la Guaiana Francesa (3000)
  - Surinam té dos dialectes Kari'nja: Aretyry que es parla a l'oest i el centre del país, i Tyrewuju que és el que usen la majoria dels parlants kari'nja de Suriname.[2]

## Alfabet
L'alfabet carib consta de 15 lletres: a, e, i, j, k, m, n, o, p, r, s, t, u, w i y.

## Fonologia
En llengua kali'na hi ha quatre patrons de síl·labes: V, CV, VC, CVC; C per a consonants mentre que V per a vocals. Quant als fonemes, les consonants es divideixen en dos grups: les obstruents (oclusives sordes p, t, k) i ressonants (oclusives sonores b, d, g, s).
El kali'na té un sistema típic de 6 vocals després que *ô es fusiona amb *o, essent a e i o u ï. Comparat amb l'antic Kali'na, l'actual ha substituït e en moltes paraules per o.

### Gramàtica
Hi ha 17 partícules en kali'na que inclouen el prefix ky- i el sufix -ng.

## Vocabulari
Tots els quatre dialectes del kali'na tenen les paraules prestades de l'idioma principal de la zona (Brasil, Surinam, Guyana, Guaiana Francesa). Per exemple, el Kali'na parlat a Surinam té prestades paraules del neerlandès i sranan tongo.

## Exemples
|                           | Modern Kari'nja |
| ------------------------- | --------------- |
| "dos"                     | /oko/           |
| "pedra"                   | /topu/          |
| "mosca"                   | /siko/          |
| "muntanya"                | /wipi/          |
| "destral"                 | /wïwï/          |
| "persona"                 | /itoto/         |
| ‘un que ha estat excavat’ | Ø-atoka-apo     |
| ‘un que ha estat cremat’  | i-tjoroty-ypo   |

Algunes de les paraules mostren casos en què e ha estat reemplaçada per o en l'actual kali'na. Els dos estats sota de les paraules singulars mostren exemples de dos sufixos.